# 86-й армійський корпус (Третій Рейх)
LXXXVI-й (86-й) армі́йський ко́рпус (нім. LXXXVI. Armeekorps) — армійський корпус Вермахту за часів Другої світової війни.

## Історія
LXXXVI-й армійський корпус був сформований 19 листопада 1942 у Командуванні Вермахту «Захід» на території окупованої Франції.

## Райони бойових дій
- Франція (листопад 1942 — листопад 1944);
- Німеччина (листопад 1944 — травень 1945).

## Командування

### Командири
- генерал від інфантерії Бруно Білер (нім. Bruno Bieler) (19 листопада 1942 — 28 серпня 1943);
- генерал від інфантерії Ганс фон Обстфельдер (нім. Hans von Obstfelder) (28 серпня 1943 — 30 листопада 1944);
- генерал від інфантерії Карл Пюхлер (нім. Carl Püchler) (30 листопада — 17 грудня 1944);
- генерал від інфантерії Еріх Штраубе (нім. Erich Straube) (17 грудня 1944 — 28 квітня 1945).

## Бойовий склад 86-го армійського корпусу
Формування управління, забезпечення та підтримки
- 180-те артилерійське командування (Arko 180), з березня 1945 - Arko 486,
- 431-ше управління корпусного постачання (Korps-Nachschubtruppen 431);
- 486-й корпусний батальйон зв'язку (Korps-Nachrichten-Abteilung 486).

- 344-та піхотна дивізія (344. Infanterie-Division);
- 715-та піхотна дивізія (715. Infanterie-Division).

- 344-та піхотна дивізія;
- 715-та піхотна дивізія;
- 18-та авіапольова дивізія (18. Luftwaffen-Feld-Division).

- 344-та піхотна дивізія.

- 159-та піхотна дивізія (159. Infanterie-Division);
- 276-та піхотна дивізія (276. Infanterie-Division).

- Група фон Люка (Gruppe von Luck)
- 346-та піхотна дивізія (346. Infanterie-Division);
- 711-та піхотна дивізія (711. Infanterie-Division);
- 16-та авіапольова дивізія (16. Luftwaffen-Feld-Division).

- 12-та танкова дивізія СС «Гітлерюгенд» (12. SS-Panzer-Division "Hitlerjugend");
- 21-ша танкова дивізія (21. Panzer-Division);
- 346-та піхотна дивізія;
- 711-та піхотна дивізія;
- 16-та авіапольова дивізія.

- 59-та піхотна дивізія (59. Infanterie-Division);
- 712-та піхотна дивізія (712. Infanterie-Division).

- 190-та піхотна дивізія (190. Infanterie-Division).

- Штурмова група «Томас» (KG Thomas)
- Дивізія № 466 (Division Nr. 466).